# Liesville-sur-Douve
Liesville-sur-Douve é uma comuna francesa na região administrativa da Normandia, no departamento Mancha. Estende-se por uma área de 5,32 km². Em 2010 a comuna tinha 210 habitantes (densidade: 39,5 hab./km²).